# Euxoamorpha
Euxoamorpha is een geslacht van vlinders van de familie Uilen (Noctuidae), uit de onderfamilie Noctuinae.

## Soorten
- E. antarctica Wallengren, 1860
- E. eschata Franclemont, 1950
- E. glacialis Köhler, 1953
- E. samborombona Köhler, 1959